# Naoki Sakai
Naoki Sakai (さかい なおき?, Sakai Naoki; Chiba, 2 agosto 1975) è un ex calciatore giapponese, di ruolo centrocampista.

## Carriera
Ha giocato nel Kashiwa Reysol e nel Consadole Sapporo. In carriera ha giocato una sola volta con la nazionale giapponese.

## Statistiche

### Presenze e reti nei club
| Stagione | Squadra           | Serie       | Pres. | Reti |
| -------- | ----------------- | ----------- | ----- | ---- |
| 1995     | Kashiwa Reysol    | J. League 1 | 19    | 0    |
| 1996     | Kashiwa Reysol    | J. League 1 | 19    | 8    |
| 1997     | Kashiwa Reysol    | J. League 1 | 14    | 0    |
| 1998     | Kashiwa Reysol    | J. League 1 | 27    | 5    |
| 1999     | Kashiwa Reysol    | J. League 1 | 24    | 2    |
| 2000     | Kashiwa Reysol    | J. League 1 | 15    | 0    |
| 2001     | Kashiwa Reysol    | J. League 1 | 12    | 1    |
| 2002     | Consadole Sapporo | J. League 1 | 17    | 1    |
| 2003     | Consadole Sapporo | J. League 2 | 10    | 0    |

## Palmarès
- Coppa Yamazaki Nabisco: 1

Kashiwa Reysol: 1999